# Колін Кемпбелл
Колін Кемпбелл (англ. Colin Campbell; нар. 28 січня 1953, Лондон) — канадський хокеїст, що грав на позиції захисника. Згодом — хокейний тренер.
Провів понад 600 матчів у Національній хокейній лізі. 

## Ігрова кар'єра
Хокейну кар'єру розпочав 1970 року.
1973 року був обраний на драфті НХЛ під 27-м загальним номером командою «Піттсбург Пінгвінс». 
Протягом професійної клубної ігрової кар'єри, що тривала 13 років, захищав кольори команд «Піттсбург Пінгвінс», «Колорадо Рокіз», «Едмонтон Ойлерс», «Ванкувер Канакс», «Детройт Ред-Вінгс» та «Ванкувер Блейзерс».
Загалом провів 681 матч у НХЛ, включаючи 45 ігор плей-оф Кубка Стенлі. Фіналіст Кубка Стенлі 1982 року.

## Тренерська робота
1986 року розпочав тренерську роботу в НХЛ. Тренерська кар'єра обмежилася роботою з командами «Детройт Ред-Вінгс» та «Нью-Йорк Рейнджерс» з яким в якості асистента тренера завоював Кубок Стенлі 1994 року.

## Родина
Син: Грегорі Кемпбелл теж хокеїст.

## Статистика
| Сезон        | Клуб                     | Ліга         | Регулярний сезон | Регулярний сезон | Регулярний сезон | Регулярний сезон | Регулярний сезон | Плей-оф | Плей-оф | Плей-оф | Плей-оф | Плей-оф |
| Сезон        | Клуб                     | Ліга         | І                | Г                | П                | О                | ШХ               | І       | Г       | П       | О       | ШХ      |
| ------------ | ------------------------ | ------------ | ---------------- | ---------------- | ---------------- | ---------------- | ---------------- | ------- | ------- | ------- | ------- | ------- |
| 1970–71      | «Пітерборо Пітс»         | ОХЛ          | 59               | 5                | 18               | 23               | 160              | 5       | 0       | 2       | 2       | 22      |
| 1971–72      | «Пітерборо Пітс»         | ОХЛ          | 50               | 2                | 23               | 25               | 158              | 15      | 2       | 9       | 11      | 59      |
| 1971–72      | «Пітерборо Пітс»         | МК           | —                | —                | —                | —                | —                | 3       | 0       | 2       | 2       | 6       |
| 1972–73      | «Пітерборо Пітс»         | ОХЛ          | 60               | 7                | 40               | 47               | 189              | —       | —       | —       | —       | —       |
| 1973–74      | «Ванкувер Блейзерс»      | ВХА          | 78               | 3                | 20               | 23               | 191              | —       | —       | —       | —       | —       |
| 1974–1975    | «Піттсбург Пінгвінс»     | НХЛ          | 59               | 4                | 15               | 19               | 172              | 9       | 1       | 3       | 4       | 21      |
| 1974–75      | «Герші Берс»             | АХЛ          | 15               | 1                | 3                | 4                | 55               | —       | —       | —       | —       | —       |
| 1975–1976    | «Піттсбург Пінгвінс»     | НХЛ          | 64               | 7                | 10               | 17               | 105              | 3       | 0       | 0       | 0       | 0       |
| 1976–1977    | «Колорадо Рокіз»         | НХЛ          | 54               | 3                | 8                | 11               | 67               | —       | —       | —       | —       | —       |
| 1976–77      | «Оклахома Сіті Блейзерс» | ЦПХЛ         | 7                | 1                | 2                | 3                | 9                | —       | —       | —       | —       | —       |
| 1977–1978    | «Піттсбург Пінгвінс»     | НХЛ          | 55               | 1                | 9                | 10               | 103              | —       | —       | —       | —       | —       |
| 1978–1979    | «Піттсбург Пінгвінс»     | НХЛ          | 65               | 2                | 18               | 20               | 137              | 7       | 1       | 4       | 5       | 30      |
| 1979–1980    | «Едмонтон Ойлерс»        | НХЛ          | 72               | 2                | 11               | 13               | 196              | 3       | 0       | 0       | 0       | 11      |
| 1980–1981    | «Ванкувер Канакс»        | НХЛ          | 42               | 1                | 8                | 9                | 75               | 3       | 0       | 1       | 1       | 9       |
| 1981–1982    | «Ванкувер Канакс»        | НХЛ          | 47               | 0                | 8                | 8                | 131              | 16      | 2       | 2       | 4       | 89      |
| 1982–1983    | «Детройт Ред-Вінгс»      | НХЛ          | 53               | 1                | 7                | 8                | 74               | —       | —       | —       | —       | —       |
| 1983–1984    | «Детройт Ред-Вінгс»      | НХЛ          | 68               | 3                | 4                | 7                | 108              | 4       | 0       | 0       | 0       | 21      |
| 1984–1985    | «Детройт Ред-Вінгс»      | НХЛ          | 57               | 1                | 5                | 6                | 124              | —       | —       | —       | —       | —       |
| Усього в НХЛ | Усього в НХЛ             | Усього в НХЛ | 636              | 25               | 103              | 128              | 1292             | 45      | 4       | 10      | 14      | 181     |

## Тренерська статистика
| Команда              | Сезон   | Регулярний сезон | Регулярний сезон | Регулярний сезон | Регулярний сезон | Регулярний сезон | Регулярний сезон | Плей-оф                      |
| Команда              | Сезон   | І                | В                | П                | Н                | О                | Результат        | Результат                    |
| -------------------- | ------- | ---------------- | ---------------- | ---------------- | ---------------- | ---------------- | ---------------- | ---------------------------- |
| «Нью-Йорк Рейнджерс» | 1994-95 | 48               | 22               | 23               | 3                | 47               | 4-е в АД         | програш у другому раунді     |
| «Нью-Йорк Рейнджерс» | 1995-96 | 82               | 41               | 27               | 14               | 96               | 2-е в АД         | програш у другому раунді     |
| «Нью-Йорк Рейнджерс» | 1996-97 | 82               | 38               | 34               | 10               | 86               | 4-е в АД         | програш у фіналі конференції |
| «Нью-Йорк Рейнджерс» | 1997-98 | 57               | 17               | 24               | 16               | (68)             | 5-е в АД         | звільнений                   |
| Усього               | Усього  | 269              | 118              | 108              | 43               |                  |                  |                              |